# Радикальные республиканцы
Радика́льные республика́нцы (англ. Radical Republican) — левая фракция Республиканской партии, существовавшая во второй половине XIX века. В ходе гражданской войны в США превратились в основную политическую силу в Конгрессе, проводя политику радикальной реконструкции. Закат власти радикальных республиканцев пришелся на президентство Улисса Гранта, чей период нахождения при власти был отмечен крупными коррупционными скандалами, следствием чего стал компромисс 1877 года и общий спад популярности республиканской партии в США в стратегической перспективе.